# Grevillea microstyla
Grevillea microstyla là một loài thực vật có hoa trong họ Quắn hoa. Loài này được M.D.Barrett & Makinson mô tả khoa học đầu tiên năm 2000.